# 후쿠마 오사무
후쿠마 오사무(일본어: 福間 納, 1951년 7월 13일 ~ )는 일본의 전 프로 야구 선수이자 야구 지도자, 야구 해설가·평론가이다. 시마네현 오다시 출신이며 현역 시절 포지션은 투수였다.
지도자 시절인 2000년부터 2001년까지 등록명은 福間 納一(동음)였다.

## 인물

### 프로 입단 전
시마네 현립 오다 고등학교에서는 2학년부터 팀의 에이스로서 활약하여 1968년 하계 고시엔 시마네현 예선에서 준결승에 진출했지만 하마다 고등학교에게 패했다. 이듬해 1969년에는 춘계 고시엔 대회에 출전하여 1차전에서는 에이스 이하라 신이치로를 거느리고 마루카메조세이 고등학교와 맞붙었지만 4대 9로 패했다. 그해 여름에 열린 시마네현 예선 준결승에서 고쓰 공업고등학교의 미사와 준 투수, 다카하시 히로시 포수로 구성된 배터리에 막혀 1대 4로 탈락, 고시엔 진출에는 실패했다.
졸업 후에는 마쓰시타 전기에 입사, 1970년 도시 대항 야구 대회에 에이스로서 첫 등판했다. 이 대회에서 규슈 산교를 완봉하는 등 2승을 올리며 팀의 준준결승 진출에 기여했다. 그 후엔 한때 외야수로 전향했지만 1년 만에 투수로 복귀했고 도시 대항 야구 대회에 1978년까지 8차례나 출전했다.
1970년 프로 야구 드래프트 회의에서 한큐 브레이브스로부터 7순위 지명을 받았지만 이 때는 입단하지 않고 1978년 드래프트 회의에서 롯데 오리온스로부터 1순위로 지명돼 27세의 나이로 입단했다.

### 프로 입단 후
그러나 입단 직후에 팔꿈치 통증을 일으키는 등 뚜렷한 성적을 남기지 못한 채 롯데에 있을 당시에는 단 1승도 거두지 못했다. 1981년 시즌 도중에 후카자와 요시오와의 맞트레이드로 한신 타이거스에 이적하였고 주로 팀의 중간 계투로서 활약해 2년 후인 1983년에는 시즌 2.62의 평균자책점을 기록하여 최우수 평균 자책점 타이틀을 석권했다.
1984년에 시즌 77경기에 등판하면서 센트럴 리그 신기록(당시)을 달성했으며 같은 해 이나오 가즈히사가 갖고 있던 시즌 등판 기록(78경기)에 육박하면서 이나오의 기록을 깰 수 있을지가 세간의 주목을 받았다. 이 때 프로 야구 기록의 조사 연구로 알려진 우사미 데쓰야는 당시 감독이었던 안도 모토오에게 편지를 보내 “이나오의 기록은 400이닝 이상 던지면서 만든 내용이 있는 기록, 중간 계투의 등판 형태만의 기록 경신은 다시 생각해주었으면 좋겠다”라고 호소했다. 이 편지 내용에 따라 공을 세웠는가는 명확하진 않지만 결국 후쿠마의 등판 기록은 이나오보다 1경기 적은 77경기가 되었다.
1985년에는 팀의 리그 우승과 일본 시리즈 우승에도 큰 기여를 했는데 같은 해 세이부 라이온스와의 일본 시리즈에서는 4차전에 구원 투수로 등판, 9회 2사 2루인 상황에서 니시오카 요시히로로부터 결승 2점 홈런을 허용하면서 패전 투수가 되었다. 감독인 요시다 요시오는 다음날인 5차전에서도 후쿠마를 기용, 4회 1사 만루인 상황에 니시오카를 유격수 병살타로 막아내 승리 투수가 되었다. 같은 상황에서의 기용한 것에 대해 요시다 감독은 “한번 더 기회를 주고 싶었다”라고 말했다. 실패해도 다음의 경기에서의 명예 회복을 위해 만회를 누릴 수 있는 기회를 주면서 선수에게 자신감을 갖게 한다는(특히 투수에게는 많았다) 당시 요시다 감독의 지휘 스타일 중의 하나였다.
한편, 트레이드 상대였던 후카자와는 롯데에서 선발 투수로서 두 자릿수 승리를 거두는 등의 활약하면서 ‘성공한 트레이드’의 예를 들을 수 있을 정도로 야구계 일각에서의 평가도 있었다. 1990년에는 12년간의 현역 생활을 은퇴했다.

### 그 후
이후 마이니치 방송의 야구 해설위원을 역임했고(1991년에는 스포츠 닛폰의 평론가를 겸임) 1998년부터 2000년까지 현역 시절 친정팀이었던 한신 타이거스의 1군 투수 코치, 2001년에는 한신의 2군 투수 코치를 맡았다. 2002년부터 2010년까지는 GAORA의 야구 해설위원을 역임했고 2011년에는 오릭스 버펄로스의 투수 총괄 코치로 발탁되었지만 팀 평균 자책점이 리그 최하위로 떨어졌다는 책임을 물어 8월 3일자로 육성 코치로 배치 전환이 되었고 같은 해에 오릭스를 퇴단했다.
2012년에는 일본 여자 프로 야구 기구 팀인 오사카 브레이비허니스의 감독으로 취임, 같은 해 리그에서 연간 우승을 이끌었지만 이듬해 2013년 1월 리그 전체의 팀 재편에 의해서 감독직에서 물러났다.

## 상세 정보

### 출신 학교
- 시마네 현립 오다 고등학교

### 선수 경력
사회인 시대
- 마쓰시타 전기

프로팀 경력
- 롯데 오리온스(1979년 ~ 1981년)
- 한신 타이거스(1981년 ~ 1990년)

### 지도자·기타 경력
- 마이니치 방송 야구 해설위원(1991년 ~ 1997년)
- 한신 타이거스 1군 투수 코치(1998년 ~ 2000년)
- 한신 타이거스 2군 투수 코치(2001년)
- 오릭스 버펄로스 1군 투수 코치(2011년)
- 오사카 브레이비허니스 감독(2012년)

### 수상·타이틀 경력
- 최우수 평균 자책점 : 1회(1983년)

### 개인 기록

#### 첫 기록
- 첫 등판 : 1979년 4월 11일, 대 긴테쓰 버펄로스 전기 2차전(닛폰 생명 구장), 5회말 2사에 2번째 투수로서 구원 등판, 2/3이닝 무실점
- 첫 탈삼진 : 1979년 5월 9일, 대 긴테쓰 버펄로스 전기 4차전(가와사키 구장), 6회초에 이케베 이와오로부터
- 첫 선발 : 1979년 6월 25일, 대 세이부 라이온스 전기 13차전(가와사키 구장), 6과 1/3이닝 1실점
- 첫 세이브 : 1981년 7월 16일, 대 히로시마 도요 카프 13차전(히로시마 시민 구장), 6회말 2사에 3번째 투수로서 구원 등판·마무리, 3과 1/3이닝 무실점
- 첫 승리 : 1982년 8월 14일, 대 요미우리 자이언츠 21차전(고라쿠엔 구장), 8회말 1사에 3번째 투수로서 구원 등판, 2/3이닝 무실점
- 첫 선발 승리 : 1986년 9월 18일, 대 히로시마 도요 카프 21차전(한신 고시엔 구장), 7이닝 무실점

#### 기타
- 센트럴 리그 최다 등판 : 2회(1983년 ~ 1984년)[5]

### 등번호
- 17(1979년 ~ 1981년 도중)
- 12(1981년 도중 ~ 1990년)
- 74(1998년 ~ 2001년)
- 73(2011년)

### 등록명
- 福間 納(1979년 ~ 1990년, 1998년 ~ 1999년, 2011년 ~ )
- 福間 納一(2000년 ~ 2001년)

### 연도별 투수 성적
| 연 도       | 소 속       | 등 판 | 선 발 | 완 투 | 완 봉 | 무 4 구 | 승 리 | 패 전 | 세 이 브 | 홀 드 | 승 률 | 타 자 | 이 닝 | 피 안 타 | 피 홈 런 | 볼 넷 | 고 4 | 몸 맞 | 탈 삼 진 | 폭 투 | 보 크 | 실 점 | 자 책 점 | 평 자 책 | W H I P |
| ----------- | ----------- | ----- | ----- | ----- | ----- | ------- | ----- | ----- | -------- | ----- | ----- | ----- | ----- | -------- | -------- | ----- | ---- | ----- | -------- | ----- | ----- | ----- | -------- | -------- | ------- |
| 1979년      | 롯데        | 19    | 2     | 0     | 0     | 0       | 0     | 1     | 0        | --    | .000  | 159   | 37.0  | 44       | 8        | 13    | 0    | 0     | 15       | 0     | 0     | 19    | 17       | 4.14     | 1.54    |
| 1980년      | 롯데        | 8     | 1     | 0     | 0     | 0       | 0     | 0     | 0        | --    | ----  | 53    | 12.0  | 14       | 3        | 6     | 0    | 1     | 3        | 1     | 0     | 7     | 7        | 5.25     | 1.67    |
| 1981년      | 한신        | 35    | 0     | 0     | 0     | 0       | 0     | 2     | 1        | --    | .000  | 125   | 30.2  | 29       | 2        | 8     | 0    | 0     | 24       | 2     | 0     | 11    | 8        | 2.35     | 1.21    |
| 1982년      | 한신        | 63    | 0     | 0     | 0     | 0       | 1     | 2     | 1        | --    | .333  | 296   | 71.1  | 71       | 8        | 17    | 3    | 1     | 43       | 1     | 1     | 25    | 25       | 3.15     | 1.23    |
| 1983년      | 한신        | 69    | 2     | 0     | 0     | 0       | 6     | 4     | 6        | --    | .600  | 546   | 130.2 | 125      | 10       | 36    | 9    | 2     | 89       | 2     | 1     | 42    | 38       | 2.62     | 1.23    |
| 1984년      | 한신        | 77    | 0     | 0     | 0     | 0       | 4     | 2     | 1        | --    | .667  | 516   | 119.1 | 125      | 9        | 39    | 5    | 3     | 56       | 0     | 0     | 63    | 48       | 3.62     | 1.37    |
| 1985년      | 한신        | 58    | 4     | 0     | 0     | 0       | 8     | 5     | 1        | --    | .615  | 453   | 104.1 | 114      | 14       | 37    | 7    | 2     | 60       | 0     | 0     | 50    | 47       | 4.05     | 1.45    |
| 1986년      | 한신        | 6     | 3     | 0     | 0     | 0       | 1     | 2     | 0        | --    | .333  | 95    | 23.1  | 26       | 5        | 1     | 1    | 0     | 14       | 0     | 0     | 13    | 12       | 4.63     | 1.16    |
| 1987년      | 한신        | 48    | 2     | 0     | 0     | 0       | 1     | 2     | 0        | --    | .333  | 307   | 71.1  | 82       | 4        | 16    | 3    | 2     | 32       | 1     | 0     | 43    | 38       | 4.79     | 1.37    |
| 1988년      | 한신        | 42    | 0     | 0     | 0     | 0       | 0     | 0     | 0        | --    | ----  | 134   | 32.1  | 33       | 2        | 11    | 0    | 0     | 17       | 0     | 0     | 12    | 12       | 3.34     | 1.36    |
| 1989년      | 한신        | 9     | 0     | 0     | 0     | 0       | 1     | 0     | 0        | --    | 1.000 | 20    | 5.0   | 4        | 0        | 1     | 1    | 1     | 1        | 0     | 0     | 1     | 1        | 1.80     | 1.00    |
| 1990년      | 한신        | 17    | 0     | 0     | 0     | 0       | 0     | 1     | 0        | --    | .000  | 52    | 9.2   | 15       | 2        | 8     | 0    | 0     | 6        | 0     | 0     | 15    | 11       | 10.24    | 2.38    |
| 통산 : 12년 | 통산 : 12년 | 451   | 14    | 0     | 0     | 0       | 22    | 21    | 9        | --    | .512  | 2756  | 647.0 | 682      | 67       | 193   | 29   | 12    | 360      | 7     | 2     | 301   | 264      | 3.67     | 1.35    |

- 굵은 글씨는 시즌 최고 성적.